# Escource
Escource (okzitanisch: Escorce) ist eine französische Gemeinde mit 799 Einwohnern (Stand: 1. Januar 2022) im Département Landes in der Region Nouvelle-Aquitaine (bis 2015: Aquitanien). Escource gehört zum Arrondissement Mont-de-Marsan und ist Teil des Kantons Haute Lande Armagnac.

## Geographie
Escource liegt etwa 52 Kilometer nordwestlich von Mont-de-Marsan und etwa 21 Kilometer östlich von der Atlantikküste. Umgeben wird Escource von den Nachbargemeinden Pontenx-les-Forges im Norden und Nordwesten, Lüe im Norden, Solférino im Osten, Onesse-Laharie im Süden, Mézos im Südwesten sowie Saint-Paul-en-Born im Westen.
Die Gemeinde liegt an der Via Turonensis, einer Variante des Jakobswegs. Am Ostrand der Gemeinde führt Autoroute A63 entlang.

## Bevölkerungsentwicklung
| Jahr                       | 1962 | 1968 | 1975 | 1982 | 1990 | 1999 | 2006 | 2017 |
| Einwohner                  | 686  | 585  | 522  | 523  | 612  | 606  | 596  | 721  |
| Quellen: Cassini und INSEE |      |      |      |      |      |      |      |      |

## Sehenswürdigkeiten

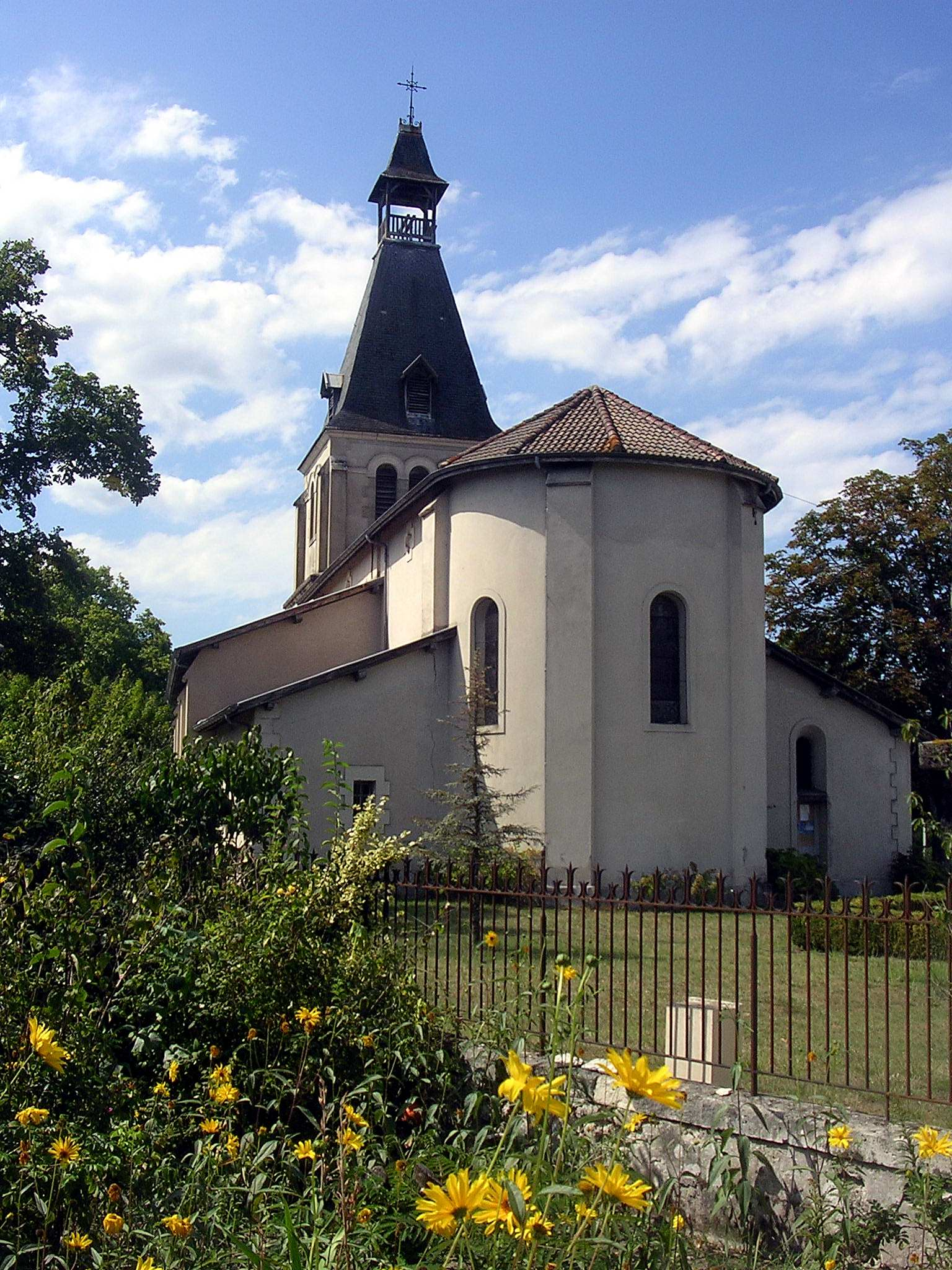
Kirche Saint-Martin-et-Saint-Roch

- Kirche Saint-Martin-et-Saint-Roch